# Гипсовый термит
Гипсовый термит - термитная смесь состоящая из гипса и алюминия. Используется в алюмотермии.
Пример реакции:
{\displaystyle {\ce {6CaSO4*3H2O+9H2O+24Al=6CaS+12Al2O3+12Al2O3+12H2}}}

## Применение

### На железнодорожных путях
Используется в качестве сварки для железнодорожных путей. картинка.

### В развлекательных целях
Были несчастные случаи применения гипсового термита при несоблюдении Техники Безопасности.

### В осветительных снарядах
К сожалению, нету четких доказательств применения термитной смеси в авиабомбах и снарядах.

### В термитной сварке
Также применение данной смеси получило распространение в Термитной сварке.

## Изготовление
Изготовление очень простое:
нужно смешать алюминиевый порошок и гипс в пропорции в 2:3 или для более сильного эффекта 1:1.
также можно залить водой полученную смесь и поместить в форму, получится таблетка, которая будет вступать в реакцию медленнее.
Есть разные виды термитов такие как: Натриевый термит, Кальциевый термит, Железный термит, Цинковый термит.